# 56678 Alicewessen
56678 Alicewessen este un asteroid din centura principală de asteroizi.

## Descriere
56678 Alicewessen este un asteroid din centura principală de asteroizi. A fost descoperit pe 3 iunie 2000 la Eskridge de Gary Hug. Asteroidul prezintă o orbită caracterizată de o semiaxă mare de 3,07 ua, o excentricitate de 0,11 și o înclinație de 8,8° în raport cu ecliptica.